# Jesse Williams
Jesse Daniel Williams (Modesto, 27 de dezembro de 1983) é um atleta norte-americano, especialista no salto em altura, campeão do mundo em Daegu 2011.
Participou dos Jogos Olímpicos em Pequim 2008, saindo nas eliminatórias.